# LI periodo legislativo del Congreso Nacional de Chile
El LI Período Legislativo del Congreso Nacional de Chile corresponde a la legislatura del Congreso Nacional, tras las elecciones parlamentarias de 2001, que estuvo conformada por los senadores y los diputados miembros de sus respectivas cámaras, que inició el día 11 de marzo de 2002 y concluyó el día 11 de marzo de 2006.
En el proceso electoral de 2001 se renovó en su totalidad la Cámara de Diputados, cuyos diputados ejercieron sus cargos por un periodo de cuatro años y por ende, únicamente en este periodo legislativo; asimismo, se eligieron 18 senadores correspondientes a las circunscripciones de las regiones I, III, V, VII, IX y XI, que desempeñaron sus cargos por un periodo de ocho años, y por lo tanto, también, lo hicieron en el siguiente periodo legislativo. En las elecciones de 1997 se eligieron 20 senadores, correspondientes a las circunscripciones de las regiones II, IV, VI, VIII, XI, XII y Metropolitana, que concluyeron su mandato durante este periodo legislativo.
El LI Periodo fue el primero en 37 años en que el Partido Demócrata Cristiano de Chile no logró mayoría absoluta en la Cámara de Diputados, pues fue desplazado por la Unión Demócrata Independiente (UDI) que formó una mayoría de 31 diputados.
Sin embargo, la correlación del Senado entre Concertación y Alianza queda 20 a 18, respectivamente, de los senadores elegidos, sin embargo, al sumarle los votos de los nueve senadores designados, la situación cambia a 23 la Concertación y 24 Alianza.
En 1998 se había agregado a la Alianza un voto más, el senador vitalicio Augusto Pinochet, y en 2000 a la Concertación se le agregó el senador vitalicio Eduardo Frei Ruiz-Tagle. Tras la renuncia del exgeneral Pinochet, el Senado quedó en empate a 24 votos cada conglomerado político.
De esta forma, finalmente el gobierno de Ricardo Lagos Escobar pudo negociar con la Alianza por Chile, profundas reformas a la Constitución de 1980, las cuales se aprobaron el año 2005, y que implicaron, entre otros aspectos, la eliminación de los senadores designados y vitalicios, la reducción de 6 a 4 años del mandato presidencial y la incorporación como facultad del presidente de remover a los comandantes en jefe de las fuerzas armadas.

## Senado de la República

Composición del Senado al 11 de marzo de 2002

El Senado de la República se conformó con 20 senadores que fueron elegidos desde 1997 y que ya estaban presentes desde el anterior periodo legislativo y 18 nuevos senadores correspondientes a las Regiones de Tarapacá, Atacama, Valparaíso, Maule, La Araucanía y Aysén, electos para un período de ocho años, dando un total de 38 senadores que fueron elegidos mediante voto directo a través del sistema binominal por cada una de las circunscripciones electorales del país.
La composición del Senado en el LI Período Legislativo fue el siguiente:
| Región        | Circunscripción | Senadores                                       | Partido | Región       | Circunscripción | Senadores                                              | Partido    |
| ------------- | --------------- | ----------------------------------------------- | ------- | ------------ | --------------- | ------------------------------------------------------ | ---------- |
| Tarapacá      | 1               | Fernando Flores Labra Jaime Orpis Bouchón       | PPD UDI | Maule        | 11              | Hernán Larraín Fernández Jaime Naranjo Ortiz           | UDI PS     |
| Antofagasta   | 2               | Carmen Frei Ruiz-Tagle Carlos Cantero Ojeda     | DC RN   | Bío-Bío      | 12              | Hosaín Sabag Castillo José Antonio Viera-Gallo Quesney | DC PS      |
| Atacama       | 3               | Ricardo Núñez Muñoz Baldo Prokurica Prokurica   | PS RN   | Bío-Bío      | 13              | Mariano Ruiz-Esquide Jara Mario Ríos Santander         | DC RN      |
| Coquimbo      | 4               | Jorge Pizarro Soto Evelyn Matthei Fornet        | DC UDI  | La Araucanía | 14              | Alberto Espina Otero Roberto Muñoz Barra               | RN PPD     |
| Valparaíso    | 5               | Sergio Romero Pizarro Carlos Ominami Pascual    | RN PS   | La Araucanía | 15              | Jorge Lavandero Illanes José García Ruminot            | DC RN      |
| Valparaíso    | 6               | Nelson Ávila Contreras Jorge Arancibia Reyes    | PPD UDI | Los Lagos    | 16              | Gabriel Valdés Subercaseaux Marco Cariola Barroilhet   | DC IND-UDI |
| Metropolitana | 7               | Andrés Zaldívar Larraín Jovino Novoa Vásquez    | DC UDI  | Los Lagos    | 17              | Sergio Páez Verdugo Rodolfo Stange Oelckers            | DC UDI     |
| Metropolitana | 8               | Carlos Bombal Otaegi Alejandro Foxley Rioseco   | UDI DC  | Aysén        | 18              | Adolfo Zaldívar Larraín Antonio Horvath Kiss           | DC RN      |
| O'Higgins     | 9               | Rafael Moreno Rojas Andrés Chadwick Piñera      | DC UDI  | Magallanes   | 19              | José Ruiz de Giorgio Sergio Fernández Fernández        | DC UDI     |
| Maule         | 10              | Juan Antonio Coloma Correa Jaime Gazmuri Mujica | UDI PS  |              |                 |                                                        |            |

### Senadores designados
| Institución                         | Senador                  | Partido |
| ----------------------------------- | ------------------------ | ------- |
| Corte Suprema de Chile              | Marcos Aburto Ochoa      | IND     |
| Corte Suprema de Chile              | Enrique Zurita Camps     | IND     |
| Ejército de Chile                   | Julio Canessa Robert     | IND     |
| Armada de Chile                     | Jorge Martínez Busch     | IND     |
| Fuerza Aérea de Chile               | Ramón Vega Hidalgo       | IND     |
| Carabineros de Chile                | Fernando Cordero Rusque  | IND     |
| Contraloría General de la República | Enrique Silva Cimma      | PRSD    |
| Rectoría de la Universidad de Chile | Augusto Parra Muñoz      | PRSD    |
| Ministro de Estado                  | Edgardo Böeninger Kausel | DC      |

### Senadores vitalicios
De acuerdo a la Constitución de 1980, creada durante el Régimen Militar, se estableció que los expresidentes de la República que ocuparan dicho cargo por seis años consecutivos, tendrían derecho a ocupar un sillón del Senado con carácter vitalicio. Solo dos personas alcanzaron a ocupar dicho escaño: el exgeneral Augusto Pinochet Ugarte, quien lo ocupó desde 1998 hasta su renuncia en 2002, y Eduardo Frei Ruiz-Tagle, entre 2000 y 2006, quien abogó por la eliminación de la figura, lo cual se efectuó mediante la reforma constitucional de 2005.
| Senador                 | Partido | Período                                 | Cargo anterior           |
| ----------------------- | ------- | --------------------------------------- | ------------------------ |
| Augusto Pinochet Ugarte | Ind     | 11 de marzo de 1998-4 de julio de 2002  | Expresidente (1981-1990) |
| Eduardo Frei Ruiz-Tagle | DC      | 21 de marzo de 2000-11 de marzo de 2006 | Expresidente (1994-2000) |

### Presidentes del Senado
| Inicio              | Término             | Presidente | Presidente               | Partido | Partido |
| ------------------- | ------------------- | ---------- | ------------------------ | ------- | ------- |
| 11 de marzo de 2002 | 11 de marzo de 2004 |            | Andrés Zaldívar Larraín  |         | PDC     |
| 11 de marzo de 2004 | 11 de marzo de 2005 |            | Hernán Larraín Fernández |         | UDI     |
| 11 de marzo de 2005 | 11 de marzo de 2006 |            | Sergio Romero Pizarro    |         | RN      |

### Vicepresidente
- Primer año de ejercicio (2002-2003):
  - Carlos Cantero Ojeda (RN)
- Segundo año de ejercicio (2003-2004):
  - Carlos Bombal Otaegi (UDI)
- Tercer y cuarto año de ejercicio (2004-2006):
  - Jaime Gazmuri Mujica (PS)

## Cámara de Diputados

Composición de la Cámara de Diputados al 11 de marzo de 2002

La Cámara de Diputados está compuesta por 120 legisladores electos para un periodo de 4 años y reelegibles para el periodo inmediato. Los 120 diputados fueron elegidos mediante voto directo a través del sistema binominal por cada uno de los distritos electorales del país.
La composición de la Cámara de Diputados en el LI Periodo Legislativo fue la siguiente:
| Región        | Distrito | Diputado                                                | Partido     | Región        | Distrito | Diputado                                                          | Partido     |
| ------------- | -------- | ------------------------------------------------------- | ----------- | ------------- | -------- | ----------------------------------------------------------------- | ----------- |
| Tarapacá      | 1        | Iván Paredes Fierro Rosa González Román                 | PS UDI      | Metropolitana | 31       | Gonzalo Uriarte Herrera Jaime Jiménez Villavicencio               | UDI DC      |
| Tarapacá      | 2        | Fulvio Rossi Ciocca Néstor Jofre Núñez                  | PS RN       | O'Higgins     | 32       | Alejandro García-Huidobro Sanfuentes Esteban Valenzuela Van Treek | UDI PPD     |
| Antofagasta   | 3        | Waldo Mora Longa Mario Escobar Urbina                   | DC UDI      | O'Higgins     | 33       | Juan Pablo Letelier Morel Eugenio Bauer Jouanne                   | PS UDI      |
| Antofagasta   | 4        | Manuel Rojas Molina Pedro Araya Guerrero                | UDI DC      | O'Higgins     | 34       | Alejandra Sepúlveda Orbenes Juan Masferrer Pellizari              | IND-DC UDI  |
| Atacama       | 5        | Antonio Leal Labrín Carlos Vilches Guzmán               | PPD RN      | O'Higgins     | 35       | Aníbal Pérez Lobos Ramón Barros Montero                           | PPD UDI     |
| Atacama       | 6        | Jaime Mulet Martínez Alberto Robles Pantoja             | DC PRSD     | Maule         | 36       | Sergio Correa de La Cerda Boris Tapia Martínez                    | UDI DC      |
| Coquimbo      | 7        | Víctor Manuel Rebolledo González Mario Bertolino Rendic | PPD RN      | Maule         | 37       | Sergio Aguiló Melo Pablo Prieto Lorca                             | PS IND-UDI  |
| Coquimbo      | 8        | Patricio Walker Prieto Francisco Encina Moriamez        | DC PS       | Maule         | 38       | Pablo Lorenzini Basso Pedro Álvarez-Salamanca Büchi               | DC RN       |
| Coquimbo      | 9        | Adriana Muñoz D’Albora Darío Molina Sanhueza            | PPD UDI     | Maule         | 39       | Jorge Tarud Daccarett Osvaldo Palma Flores                        | PPD RN      |
| Valparaíso    | 10       | Alfonso Vargas Lyng María Eugenia Mella Gajardo         | RN DC       | Maule         | 40       | Ignacio Urrutia Bonilla Guillermo Ceroni Fuentes                  | UDI PPD     |
| Valparaíso    | 11       | Patricio Cornejo Vidaurrazaga Marcelo Forni Lobos       | DC UDI      | Bío-Bío       | 41       | Rosauro Martínez Labbé Carlos Abel Jarpa Wevar                    | IND-RN PRSD |
| Valparaíso    | 12       | Arturo Longton Guerrero Juan Bustos Ramírez             | RN PS       | Bío-Bío       | 42       | Nicolás Monckeberg Díaz Felipe Letelier Norambuena                | RN PPD      |
| Valparaíso    | 13       | Laura Soto González Carmen Ibáñez Soto                  | PPD RN      | Bío-Bío       | 43       | Jorge Ulloa Aguillón Víctor Barrueto Jeame                        | UDI PPD     |
| Valparaíso    | 14       | Gonzalo Ibáñez Santa María Rodrigo González Torres      | IND-UDI PPD | Bío-Bío       | 44       | José Miguel Ortiz Novoa Andrés Egaña Respaldiza                   | DC UDI      |
| Valparaíso    | 15       | Samuel Venegas Rubio Carlos Hidalgo González            | PRSD IND-RN | Bío-Bío       | 45       | Alejandro Navarro Brain Edmundo Salas de La Fuente                | PS DC       |
| Metropolitana | 16       | Patricio Melero Abaroa Zarko Luksic Sandoval            | UDI DC      | Bío-Bío       | 46       | Camilo Escalona Medina Iván Norambuena Farías                     | PS UDI      |
| Metropolitana | 17       | Pablo Longueira Montes María Antonieta Saa Díaz         | UDI PPD     | Bío-Bío       | 47       | Víctor Pérez Varela José Pérez Arriagada                          | UDI PRSD    |
| Metropolitana | 18       | Guido Girardi Lavín Carlos Olivares Zepeda              | PPD DC      | La Araucanía  | 48       | Francisco Bayo Veloso Edmundo Villouta Concha                     | RN DC       |
| Metropolitana | 19       | Patricio Hales Dib Cristián Leay Morán                  | PPD UDI     | La Araucanía  | 49       | José Antonio Galilea Vidaurre Jaime Quintana Leal                 | RN PPD      |
| Metropolitana | 20       | Cristián Pareto Vergara Mario Varela Herrera            | DC UDI      | La Araucanía  | 50       | Germán Becker Alvear Eduardo Saffirio Suárez                      | RN DC       |
| Metropolitana | 21       | Marcela Cubillos Sigall Jorge Burgos Varela             | UDI DC      | La Araucanía  | 51       | Eugenio Tuma Zedán Eduardo Díaz del Río                           | PPD UDI     |
| Metropolitana | 22       | Alberto Cardemil Herrera Carolina Tohá Morales          | RN PPD      | La Araucanía  | 52       | René Manuel García García Fernando Meza Moncada                   | RN PRSD     |
| Metropolitana | 23       | Julio Dittborn Cordua Pía Guzmán Mena                   | UDI RN      | Los Lagos     | 53       | Roberto Delmastro Naso Exequiel Silva Ortiz                       | IND-RN DC   |
| Metropolitana | 24       | María Angélica Cristi Marfil Enrique Accorsi Opazo      | RN PPD      | Los Lagos     | 54       | Enrique Jaramillo Becker Gastón von Mühlenbrock Zamora            | PPD UDI     |
| Metropolitana | 25       | Ximena Vidal Lázaro Felipe Salaberry Soto               | PPD UDI     | Los Lagos     | 55       | Sergio Ojeda Uribe Javier Hernández Hernández                     | DC UDI      |
| Metropolitana | 26       | Carlos Montes Cisternas Lily Pérez San Martín           | PS RN       | Los Lagos     | 56       | Carlos Recondo Lavanderos Fidel Espinoza Sandoval                 | UDI PS      |
| Metropolitana | 27       | Iván Moreira Barros Eliana Caraball Martínez            | UDI DC      | Los Lagos     | 57       | Eduardo Lagos Herrera Carlos Kuschel Silva                        | PRSD RN     |
| Metropolitana | 28       | Darío Paya Mira Rodolfo Seguel Molina                   | UDI DC      | Los Lagos     | 58       | Claudio Alvarado Andrade Gabriel Ascencio Mansilla                | UDI DC      |
| Metropolitana | 29       | Maximiano Errázuriz Eguiguren Isabel Allende Bussi      | RN PS       | Aysén         | 59       | Pablo Galilea Carrillo Leopoldo Sánchez Grunert                   | RN PPD      |
| Metropolitana | 30       | José Antonio Kast Rist Edgardo Riveros Marín            | UDI DC      | Magallanes    | 60       | Rodrigo Álvarez Zenteno Pedro Muñoz Aburto                        | UDI PS      |

### Presidentes de la Cámara de Diputados
| Inicio              | Término             | Presidente | Presidente                | Partido | Partido |
| ------------------- | ------------------- | ---------- | ------------------------- | ------- | ------- |
| 11 de marzo de 2002 | 13 de marzo de 2003 |            | Adriana Muñoz D'Albora    |         | PPD     |
| 13 de marzo de 2003 | 16 de marzo de 2004 |            | Isabel Allende Bussi      |         | PS      |
| 16 de marzo de 2004 | 6 de enero de 2005  |            | Pablo Lorenzini Basso     |         | PDC     |
| 6 de enero de 2005  | 11 de marzo de 2006 |            | Gabriel Ascencio Mansilla |         | PDC     |

### Vicepresidentes
- Primer año de ejercicio (2002 - 2003):
  - Edmundo Salas De La Fuente (PDC)
  - Edmundo Villouta Concha (PDC)
  - Juan Pablo Letelier Morel (PS)
  - Carlos Abel Jarpa Wevar (PRSD)
- Segundo año de ejercicio (2003 - 2004):
  - Exequiel Silva Ortiz (PDC)
  - Carlos Abel Jarpa Wevar (PRSD)
  - Patricio Hales Dib (PPD)
- Tercer año de ejercicio (2004 - 2005):
  - Antonio Leal Labrín (PPD)
  - Patricio Hales Dib (PPD)
  - Felipe Letelier Norambuena (PPD)
  - Sergio Ojeda Uribe (PDC)
- Cuarto año de ejercicio (2005 - 2006):
  - Felipe Letelier Norambuena (PPD)
  - Sergio Ojeda Uribe (PDC)
  - Alejandro Navarro Brain (PS)
  - Alberto Robles Pantoja (PRSD)
  - Patricio Cornejo Vidaurrazaga (PDC)